# Bunzō Hayata
Bunzo Hayata (早田文藏 Hayata Bunzō?,  1874-1934) fue un botánico japonés notable por sus trabajos taxonómicos en Japón y en Formosa.

## Biografía
Fue profesor en la Universidad Imperial de Tokio y el tercer director del Jardín Botánico de Investigación.

## Algunas publicaciones
- Iconum Plantarum Formosanarum Vol. I Archivado el 12 de abril de 2016 en Wayback Machine.
- Iconum Plantarum Formosanarum Vol. II
- On the distribution of mountain flora of Formosa. En Miyabe-festschrift, or A collection of botanical papers presented to Prof. Dr. Kingo Miyabe on the occasion of the twenty-fifth anniversary of his academic service by his friends & pupils. Ed. Tokio, Rokumeikwan
- 1919.  Protomarattia, A New Genus of Marattiaceae, & Archangiopteris. Int.J.Pl.Sci. pp.:84-93
- 1920: Erläuterungen zu „Die natürliche Klassifikation der Pflanzen nach dem Dynamischen System“. En: Tōyō Gakugei Zasshi 36: 1-8. (en japonés)
- 1921: The Natural Classification of Plants according to the Dynamic System. En: Icones Plantarum Formosanarum 10: 97-234
- 1931: Das Dynamische System der Pflanzen. Iwanami shoten, Tokyo. (en japonés)
- 1931: Über das „Dynamische System“ der Pflanzen. En: Berichte der Deutschen botanischen Gesellschaft 49: 328-348
- 1933: Taxonomie der Pflanzen. Teil 1: Nacktsamer. Uchida-rōkaku-ho, Tokio. (en japonés)
- 1933: Grundlegende Ziele der systematischen Botanik. En: Botanical Magazine Tokyo 47: 461-465. (en japonés)
- 1934: Diskussion taxonomischer Konzepte. En: Botany and Zoology, Scientific and Applied 2: 79-88. (en japonés)
- 1935: Taxonomie der Pflanzen. Teil 2: Bedecktsamer. Uchida-rōkaku-ho, Tokio. (en japonés)

- La abreviatura «Hayata» se emplea para indicar a Bunzō Hayata como autoridad en la descripción y clasificación científica de los vegetales.[1]